# Amauronematus schlueteri
Amauronematus schlueteri är en stekelart som beskrevs av Eduard Enslin 1915. Amauronematus schlueteri ingår i släktet Amauronematus, och familjen bladsteklar. Arten är reproducerande i Sverige.